# Хантер (Охајо)
Хантер (енгл. Hunter) насељено је место без административног статуса у америчкој савезној држави Охајо.

## Демографија
По попису из 2010. године број становника је 2.100, што је 363 (20,9%) становника више него 2000. године.
| Група             | 2000.         | 2010.         |
| Белци             | 1.709 (98,4%) | 2.048 (97,5%) |
| Афроамериканци    | 4 (0,2%)      | 9 (0,4%)      |
| Азијати           | 1 (0,1%)      | 13 (0,6%)     |
| Хиспаноамериканци | 8 (0,5%)      | 12 (0,6%)     |
| Укупно            | 1.737         | 2.100         |